# Bunessan
Bunessan är en by i Kilfinichen and Kilvickeon, på ön Isle of Mull, Argyll and Bute, Skottland. Byn är belägen 1 km från Ardtun. Orten hade 107 invånare år 1961. Det är den största byn på Ross of Mull.